# Gerald Skinner
Gerald Skinner (n. aprilie 1872, Municipal Borough of Ealing⁠(d), Regatul Unit – d. 29 decembrie 1931) a fost un inginer ce a reprezentat Regatul Unit al Marii Britanii și al Irlandei de Nord, medaliat olimpic. A participat la o ediție a Jocurilor Olimpice (1908) în care a câștigat o medalie de bronz.

## Participări
Lista de mai jos prezintă principalele competiții la care a participat Gerald Skinner de-a lungul carierei.
- shooting at the 1908 Summer Olympics – men's trap, team[*]